# Жалтирколь (Аршалинський район)
Жалтирко́ль (каз. Жалтыркөл) — село у складі Аршалинського району Акмолинської області Казахстану. Входить до складу Жибек-жолинського сільського округу.
Населення — 560 осіб (2021; 593 у 2009, 406 у 1999, 452 у 1989).
Національний склад станом на 1989 рік:
- росіяни — 32 %
- казахи — 26 %
- німці — 26 %.

До 2007 року село називалося Мартиновка.